# Minibus
Minibus, mikrobus je potniško vozilo, ki ima več sedežev kot kombi, vendar pa manj kot klasični (50-sedežni) avtobus. Minibusi imajo po navadi 8-30 sedežev in so dolgi do 8 metrov. Večje minibuse se kdaj označuje tudi kot midibuse. Minibusi imajo po navadi spredaj nameščeni motor in imajo pri vstopu stopnice, obstajajo pa tudi nizkotalni minibusi. 

## Galerija
- Volkswagen Type 2 "microbus"
- Orion International "Orion II" minibus
- Ruski GAZelle maršrutka
- Ford E450 c
- Toyota HiAce minibus
- Kombi predelan v minibus
- Optare Alero
- Minibus
- Mitsubishi Fuso Aero Midi ME low floor minibus
- Isuzu minibus
- Nissan Diesel RN
- Vancouver TransLink GMC Topkick